# Castello di Santa Severina
Das Castello di Santa Severina, auch Castello Carafa oder Castello di Roberto il Guiscardo, ist eine Burg aus dem 11. Jahrhundert in Santa Severina in der italienischen Region Kalabrien.
Die Anlage erstreckt sich über ungefähr 10.000 m² und dominiert das weite Tal des Neto und die Hügel der Markgrafschaft Crotone, anschließend an die Stadt Crotone. Sie besteht aus einem Bergfried mit quadratischem Grundriss und vier zylindrischen Türmen an den Seiten der Burg und wird von vier Bastionen flankiert die an den Türmen hervorspringen.

## Geschichte

### Die Ursprünge
Das Gebiet von Santa Severina hieß nicht immer so. Ursprünglich trug es den Namen Siberene. Der Grund für die Namensänderung ist nicht bekannt, aber es gibt zwei Hypothesen hierfür: Die Latinisierung des Namens in Severiana oder Severina, wobei die Byzantiner nach der Rückeroberung der Stadt 886 den Zusatz „Santa“ hinzufügten, oder eine „Santa Severina“, die bereits von den Byzantinern verehrt wurde und der sie die neue Heimat widmeten.
Dieses Gebiet ist sehr alt. Eine Urbevölkerung, die vermutlich zum Stamm der Oinorier gehörte, gab es dort schon von der Bronzezeit bis zur Eisenzeit, dann eine griechisch-italische Bevölkerung und später eine römische. Die Gegend wurde auch von den Arabern bewohnt, und zwar von 840 bis 885/886, wobei sie zu einem „Kastron“, einem Militärkomplex, wurde, der auch aus religiösen Gebäuden bestand.

### Normannische Zeit
Im 11. Jahrhundert kamen die Normannen, die als Barbaren und Krieger, gierig nach Reichtum und Macht, galten, in Italien an und wurden den Herren der Gegend als Söldner rekrutiert, damit sie Süditalien gegen die Sarazenen verteidigten. Die Macht der Normannen und ihre Kenntnisse über Italien nahmen zu, nachdem sie in Diensten der Langobarden gestanden und an der Seite der Byzantiner gekämpft hatten. Diese Erfahrungen machten ihnen die Situation in Italien bewusster, insbesondere in Bezug auf die Verteidigung und den Grad der Vorbereitung der staatlichen Armeen, gegen oder für die sie gekämpft hatten.
In weniger als einem Jahrhundert eroberten die Normannen die Territorien der Langobarden und der Küstenfürstentümer, vor allen Dingen dank der drei Söhne von Tankred von Hauteville, die von einer Adelsfamilie der Wikinger, einem kleinen Lehen in der Normandie, abstammten.
Siberne blieb bis 1076 eine byzantinische Stadt, dem Jahr, in dem Robert Guiskard, der dritte Sohn von Tankred, die Investitur in das Herzogtum Apulien und Kalabrien erhielt, in dem auch die Burg enthalten war. Nachdem die Stadt fast zwei Jahrhunderte lang byzantinisch gewesen war, bestand die Bevölkerung vollständig aus Griechen, daher kam es zu einem schrittweisen der zivilen, militärischen und schließlich auch kirchlichen Systeme, was dafür sorgte, dass die griechischen Riten lange Zeit erhalten blieben.
Robert Guiskard befahl den Bau einer Burg auf dem Gipfel eines Felsens, von wo die Mauer ausging, die die Siedlung sicher und fest umschloss. 1076 aber ließ Robert Guiskard einen Donjon errichten, von dem man erst in jüngster Zeit die Überreste fand.

### Die Periode des Hauses Anjou
Nach der Schlacht bei Benevent im Jahre 1266 eroberte Karl I. von Anjou das Königreich Sizilien; dieser befahl, dass Santa Severina und seine Besitzungen in Staatsbesitz kamen. Dies hätte eine künftige Belehnung unmöglich gemacht, aber so war es nicht: Er vergaß sein Versprechen und belehnte einen gewissen Pessino di Villery mit dem Gebiet. Wegen des Widerstandes der Bevölkerung von Santa Severina gelangte Pessino di Villery nicht in den Besitz des Lehens und war gezwungen, alle Macht an Pietro Ruffo, Graf von Catanzaro, für den 1200 Goldunzen abzugeben. Nicht einmal der Graf von Catanzaro gelangte in den Besitz des Lehens von Santa Severina.
Dem Haus Anjou wird das Verdienst zugeschrieben, die Burg modernisiert zu haben: Sie ließen die großen, zylindrischen Türme erbauen und die vier Kurtinen, die den Bergfried umgeben. Dies machte die Burg durch ihre mächtige Architektur vergleichbar mit den massigsten, europäischen Festungen dieser Zeit.

### Die Periode des Hauses Aragón
1444 sah Santa Severina die Ankunft des Hauses Aragón und die Macht in Händen von Alfons V., „Il Magnanimo“ genannt, der der Stadt dank eines königlichen Diploms viele Privilegien gewährte: Viele Anfragen kamen direkt aus der Bevölkerung, wobei sie besonders lange um den Erlass bestimmter Steuern flehte, aber es wurden auch andere Bitten vorgetragen. So wurde der neue Souverän z. B. gebeten, die Burg abreißen zu lassen, die als zu schäbig und teuer im Unterhalt angesehen wurde, oder sich um sie zu kümmern. Alfonso V. allerdings entschied, die Festung bestehen zu lassen und sich um deren Restaurierung zu kümmern.
Alfonso V. folgte Ferdinand I. von Aragón nach, der die Unabhängigkeit der Stadt mit einem Diplom bestätigte und erkannte sie als Organisation an, die auf einer effektiven Magistratur beruhte. Die Stadt wuchs und mit ihr seine Macht im Süden. In derselben Zeit erlangte ein junger Adliger, Andrea Carafa, Abkömmling der Caracciolos, dank der bedeutenden Rolle im Königreich Neapel und sehr wichtiger Aufgaben für Ferrante II. Gonzaga, Alfons II. von Aragón und Friedrich I. von Aragón immer mehr Selbstvertrauen, sodass er einen Auftrag von Karl V., König von Spanien und Kaiser des Heiligen Römischen Reiches, erhielt: Er übertrug ihm 1525 das Amt eines Leutnants des Königreiches.

### Ansiedlung und Fall der Carafas
Carafa sehnte sich schon seit einiger Zeit nach dem Lehen von Santa Severina, genug, um 9000 Dukaten an die Staatskasse zu bezahlen, um ihn seinen Besitz zu gelangen, obwohl das große Anwesen von Rechts wegen nach einem Dekret von 1496 Friedrich von Aragón gehörte. Die Bürger von Santa Severina verteidigten erneut die Stadt, wobei sie auf die Stärke der Autonomiediplome der Häuser Anjou und Aragón bauten. Dessen ungeachtet belagerte ‚‘Carafa‘‘ die Stadt mit einem Expeditionscorps. Die Belagerung dauerte viele Monate, bis Andrea Carafa Hilfe aus dem Inneren der Burg bekam: Carafa und seine Kumpane gelang es dank des ‚‘Mastrogiurato‘‘, der sie über eine verborgene Gasse geleitete, in die Burg zu gelangen.
Im Oktober 1506 gelangte Santa Severina unter die Leibeigenschaft eines mächtigen Lehensherrn, der nicht zögerte, zu zeigen, was er vor seinen Untertanen wert war: Zuerst konfiszierte er alle Besitzungen der reicheren und wohlhabenderen Personen unter dem Vorwurf der Felonie und dann ließ er alle seine Gegner verhaften und zögerte nicht, sie zu töten, indem er sie durch eine Falltür in die Kerker der Burg werfen ließ.
Die Tyrannei Andrea Carafas war schwerwiegend und unerträglich; sein Tod kam 1526 und, da er keine Nachkommen hatte, fiel das Lehen an den Erstgeborenen seines Bruders, Galeotto Carafa. Der Neffe setzte in seiner Regierungszeit die Tyrannei seines Onkels nicht fort, aber dank ihm herrschte in der Stadt nicht nur ein neues politisches Klima, sondern auch die kulturellen Energien kehrten zurück, ebenso wie der Ruhm der vergangenen Jahrhunderte. Die Stadt gelangte zu Reichtum und Ehre, aber in diesem Klima offensichtlicher Ruhe, in der die Stadt lebte, sammelte Galeotto Carafa hohe Schulden an. So erbte Andrea Carafa, der Erstgeborene, nach dem Tod seines Vaters 1556 zwar das Volk und die Stadt, aber er schaffte es nicht, es in Besitz zu nehmen, bevor ihm das Territorium abgenommen, unter Zwangsverwaltung gestellt und schließlich versteigert wurde.
Im Laufe der Zeit gab es seitens der Familie Carafa verschiedene Versuche, wieder in Besitz des Lehens zu gelangen. Ein erster Versuch ist der Gattin von Galeatto, Geronima Carafa (1593–1635), zuzurechnen, der es unter Aufnahme neuer Schulden gelang, das Lehen für 54.800 Dukaten zu kaufen und es nach dem Tod des Vaters 1569 in die Hände ihres Sohnes, Vespasiano Carafa, zu übertragen. Leider weiß man von der Regierungszeit Vespasiano Carafas nicht viel, nur, dass er das Lehen ohne Nachfolger hinterließ, wodurch dieser Familienzweig der Carafas ausstarb.
Mit der Ankunft Andrea Carafas wurde die Burg einem der imponierendsten Modernisierungskampagnen unterzogen, deren Dauer die unter dem Haus Anjou überstieg. Carafa ließ befestigte Umfassungsmauern um die Burg des Hauses Anjou bauen, das Bollwerk des Belvedere, die gekrönten merli tribolati (dt.: beunruhigten Zinnen), die man vor der Mauer sehen kann und die auch auf der Standarte zu sehen sind. Dem Sohn von Galeotto Carafa, Andrea Carafa, dagegen werden kleinere Ergänzungsarbeiten an Mauer und Zinnen zugerechnet, und Vespasiano Carafa, seinem Sohn, die Fertigstellung der Mauer im Bereich neben dem neuen Tor.

### Periode der Ruffo-Sculco-Greuther
Mit dem Ende der Herrschaft der Carafas über Santa Severina fiel das Lehen in die Hände des königlichen Gerichtshofes. Wir müssen bis 1608 warten: In diesem Jahr wurde das Lehen Vincenzo Ruffo übertragen.
1650 folgte diesem Dottore Carlo Sculco, der das Lehen für 71.000 Dukaten erwarb und vom König Philipp II. von Spanien den Titel eines Herzogs des Lehens von Santa Severina erhielt. Die Bulle wurde am 15. November 1660 in Madrid ausgestellt:

„Nach einem ausgereiften Beschluss des Höchsten Gerichtes machen wir den oben erwähnten Giovan Andrea Sculco zum Herzog von Santa Severina und Herzog der gleichlautenden Stadt; seine Erben sind in nachfolgender Ordnung seine Nachfolger. Wir legen fest, dass der genannte G. A. Sculco und seine Nachfolger alle oder einzelne Gnaden, Würden, Rechte, Autoritäten, Privilegien und Immunitäten nutzen und genießen können und [ihren Untertanen] auch das Leben nehmen oder sie ins Exil schicken können.“

Nach dem Tod von Domenico Sculco 1687 erlosch das Nachfolgerecht der Sculcos, weil es keine Erben gab. Die Burg wurde versteigert und 1691 der Adligen Cecilia Carrara zugesprochen, die sie in die Hände ihres Sohnes, Antonio Greuther, weitergab. Die Greuthers waren eine Kaufmannsfamilie aus Westfalen, die um die Mitte des 17. Jahrhunderts nach Italien gekommen waren.
Der letzte Lehensherr von Santa Severina war Gennaro Greuther. Als am 2. April 1806 auf Geheiß von Joseph Bonaparte das Lehenswesen im Königreich Neapel abgeschafft wurde, blieb Gennaro Greuther nur der Titel eines Herzogs. Nach dem Ende der Feudalherrschaft fielen die Burg und der größte Teil von Santa Severina unter die Gerichtsbarkeit der Kirche, bis 1860 das Königreich Italien gegründet wurde.
Nach der Absetzung der Greuthers gibt es einen Zeitraum von mehr als einem Jahrhundert, aus dem man nichts über die Burg weiß. Ab den 1930er-Jahren war in der Burg ein Gymnasialinternat untergebracht und dank der Kollegiatsleitung wurde sie vor einem langsamen Verfall bewahrt.
Auch die Greuthers sollten auf der Burg eingreifen: Im 18. Jahrhundert gab es keine großen Kriegsschäden, und so wurde die Burg von einer militärischen Festung zu einer Adelsresidenz. Später wurden die Räume im ersten Obergeschoss umgebaut und mit Flachdeckengewölben versehen, der große Salon neben der Wendeltreppe errichtet und alle Räume dekoriert, insbesondere der Salon in der Mitte des Bergfrieds um 1750 durch den Maler Francesco Jordano.

## Beschreibung
Jede große Familie, die in der Burg gelebt hatte, hat dort ihre eigenen künstlerischen und architektonischen Spuren hinterlassen. Die Gebäude veränderten sich also im Laufe der Jahrhunderte entsprechend den Geschmäckern ihrer Herren und nach deren Bedürfnissen.
Die Burg wurde zwischen 1994 und 1998 einer sorgsamen und sorgfältigen Restaurierung unterzogen, die neben unzähligen archäologischen Fundstücken die Geschichte des Gebäudes seit seinen Ursprüngen ans Licht brachte. Dank dieser bedeutenden Untersuchungen konnte man feststellen, dass die Burg, die die Normannen erbauen ließen, direkt über der Akropolis des alten Siberene entstand. Tatsächlich wurde neben der byzantinischen Nekropole in der Burg ein Grab entdeckt: Dieses enthielt eine Leiche, die in ihrem Kiefer eine Münze aus dem 3. Jahrhundert v. Chr. enthielt. Lopetrone, ein Architekt, der einige Untersuchungen in der Burg für die Soprintendenza dei Beni culturali von Cosenza geleitet hatte, schrieb:

„An dieser Stelle muss sich die Akropolis der Stadt befunden haben, umgeben von Sperrmauern, reserviert für die Gewählten und bei Bedarf auch von anderen Leuten genutzt, die die gesamte Hochebene bevölkerten, in gemauerten Häusern wohnten (wohlhabende Klasse) und in weiten, künstlichen Höhlen, Hütten und anderen Behausungen, die ausgegraben oder teilweise gemauert waren (einfaches Volk).“

Darüber hinaus wurde eine leere Zisterne großen Ausmaßes gefunden, die eine Tonnengewölbedecke besitzt, und ein gegliederter, kirchlicher Komplex aus byzantinischer Zeit, als die Burg ein Kastron, als ein militärisch-religiöses Gesamtgebäude, wurde.
Es wurde auch einige Fundstücke aus staufischer Zeit entdeckt, auch wenn man leider aus diesem Abschnitt der Geschichte nicht viel über die Burg weiß: Z.B. die Reliquien, die man im alten Rundturm der Burg fand, die aus dem zerschnittenen Turm, die aus dem Rundturm der alten Wendeltreppe und die von den Rechteckzinnen, die höchstwahrscheinlich aus dieser Zeit stammen.
Die Restaurierungsarbeiten wurden nach sieben Jahren mit einer Zeremonie am 23. Mai 1998 abgeschlossen. In dieser Zeit hatte sich viele Techniken der beiden Soprintendenze (Architektur und Kulturgüter) verändert. Darüber hinaus wurden zwei Bände veröffentlicht, die nach den beiden Fachgebieten aufgeteilt waren.

## Museum für zeitgenössische Kunst
In der Burg ist das Museum von Santa Severina untergebracht, in dem alle Fundstücke ausgestellt sind, die während der archäologischen Grabungen entdeckt wurden, zusammen mit den Materialien und archäologischen Sammlungen aus den angrenzenden Territorien, wie z. B. Bronzen aus der Frühgeschichte (15.–8. Jahrhundert v. Chr.). Ebenfalls in der Burg angesiedelt ist das Centro di Documentazione Studi Castelli e Fortificazioni Calabresi und das MACSS, das Museum für zeitgenössische Kunst in Santa Severina.
Vor Beginn der archäologischen Grabungsarbeiten, in den 1970er-Jahren, residierte in der Burg ein Knabeninternat für etwa 80 Gymnasialschüler der Diodato-Borrelli-Schule. Wegen zu geringer Schülerzahlen musste das Internat schließen und die Gemeindeverwaltung dachte zur Aufwertung des Gebäudes an die Gründung einer bedeutenden Pinakothek und die Organisation von Gemäldeausstellungen auf nationalen Niveau.